# Al-Sadd SC
Al-Sadd Sports Club (arabisk: نادي السد الرياضي) er en sportsklub fra Doha i Qatar, de er bedst kendt for deres fodboldklub, der spiller i Qatars øverste division, Qatar Stars League.
Den blev stiftet i 1969 og spiller deres hjemmekampene på Jassim Bin Hamad Stadium. 
Kendte spillere som har spillet for Al-Sadd igennem tiden er blandt andet: Romario, Xavi, Abedi Pele, Frank Leboeuf, Victor Ikpeba, Ali Daei og Karim Bagheri.